# Westover (Pensilvânia)
Westover é um distrito localizado no estado norte-americano de Pensilvânia, no Condado de Clearfield.

## Demografia
Segundo o censo norte-americano de 2000, a sua população era de 458 habitantes.
Em 2006, foi estimada uma população de 441, um decréscimo de 17 (-3.7%).

## Geografia
De acordo com o United States Census Bureau tem uma área de
7,1 km², dos quais 7,1 km² cobertos por terra e 0,0 km² cobertos por água. Westover localiza-se a aproximadamente 516 m acima do nível do mar.

## Localidades na vizinhança
O diagrama seguinte representa as localidades num raio de 12 km ao redor de Westover.